# Blohm & Voss BV 238
Die Blohm & Voss BV 238 war ein Flugboot des Herstellers Blohm & Voss aus der Zeit des Zweiten Weltkriegs. Es war das schwerste Flugzeug des Krieges, noch einige Tonnen schwerer als die B-29. Der erste Prototyp, die V1, flog erstmals am 11. März 1944, nachdem er am Vortag bereits einen kurzen Hüpfer gemacht hatte. Als Antrieb dienten sechs DB 603 in nach vorne gelagerten Triebwerksgondeln. Der Bau von zwei weiteren Prototypen wurde begonnen, aber nicht abgeschlossen.

## Entwicklung

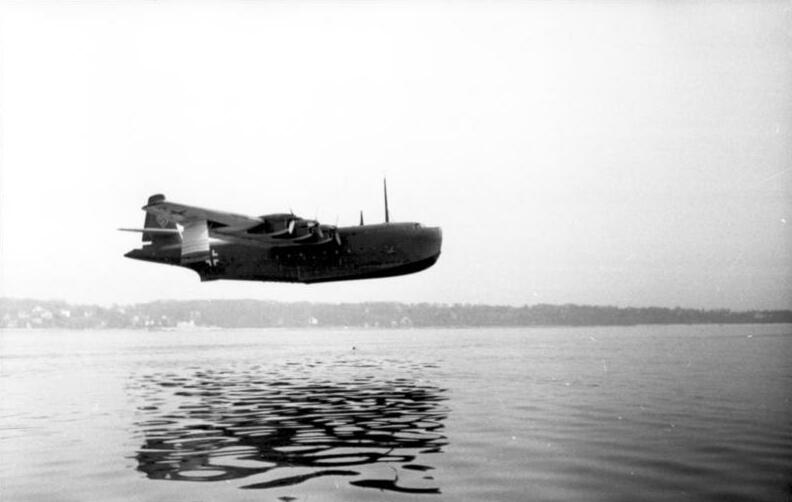
Blohm & Voss BV 238 V1 (Stammkennzeichen RO+EZ) im Flug über dem Mühlenberger Loch

Die BV 238 ging ursprünglich wie die BV 222 aus der Forderung der Lufthansa nach einem zivilen Flugboot hervor, das ab 1941 militärisch genutzt wurde. Die BV 238 sollte jedoch noch größer als die BV 222 werden. Außerdem sollte sie erheblich verbesserte Seegangsleistungen (bis zu Seegang 5 im Modellversuch erprobt) für Einsätze bis zu vier Wochen im Atlantik aufweisen. Zur Minderung des Risikos, das der Bau eines derartig großen Flugzeuges damals bot, wurde im Voraus durch die Flugtechnische Fertigungsgemeinschaft GmbH in Prag ein verkleinertes Modell, die FG 227 gebaut, bei welcher sechs ILO FL 2/400 mit je 21 PS Leistung eingesetzt wurden. Dieses Flugzeug wurde für die Versuchsflüge mit einem Fahrwerk ausgerüstet. Der Erstflug fand aufgrund von Sabotage erst im September 1944 statt, also deutlich nach dem Erstflug der V1 und endete mit einer Notlandung. Bereits 1942 hatte man mit dem Bau von Teilen für die V1 begonnen, welche dann ab Januar 1944 zusammengesetzt wurden.

## Erprobung und Einsatz
Die Erprobung der V1 ab März 1944 zeigte ein gutes Flugverhalten und ebenso eine gute Wasserarbeit. Nach 38 Testflügen – nach anderen Quellen sind lediglich sieben bis neun nachweisbar – unter Leitung von BV-Cheftestpilot Helmut Wasa Rodig musste die Erprobung am 23. Juni 1944 eingestellt werden. Das auf dem Schaalsee bei Seedorf (in der sog. „Fliegerbucht“ bei der Ortschaft Zuckerhut) getarnt liegende Flugschiff wurde am 24. April (nach britischen Quellen am 4. Mai) 1945 von sechs Hawker Typhoon (oder Tempest)-Jagdbombern der Royal Air Force entdeckt und durch Bordraketen- und Bordwaffenbeschuss schwer beschädigt. Die Jagdbomber flogen dabei in drei Wellen aus Norden über Dargow an. Nach dem Krieg wurden die Reste dieser Maschine 1947/48 zerlegt und verschrottet, ebenso wie die noch im Bau befindlichen V2 und V3. Die BV 238 gilt als der Höhepunkt des deutschen Seeflugzeugbaus und ist in mancher Hinsicht auch heute noch richtungweisend.

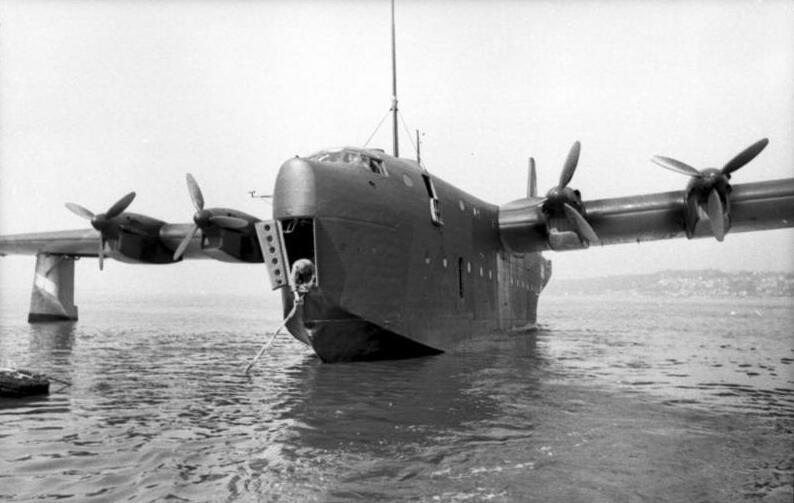
Die V1 am 15. Juni 1944 auf der Elbe (Mühlenberger Loch)

Eine abgewandelte Variante mit Fahrwerk für den Landeinsatz war unter der Bezeichnung BV 250 in Planung.

## Technische Daten
| Kenngröße             | Daten                                                                          |
| --------------------- | ------------------------------------------------------------------------------ |
| Länge                 | 43,36 m                                                                        |
| Spannweite            | 60,17 m; V1 57,75 m                                                            |
| Höhe                  | 13,40 m                                                                        |
| Flügelfläche          | 362 m²                                                                         |
| Flügelstreckung       | 10,0                                                                           |
| Leermasse             | 54.700 kg                                                                      |
| max. Startmasse       | 85.000 kg                                                                      |
| Flächenbelastung      | 261 kg/m²                                                                      |
| Reisegeschwindigkeit  | 355 km/h                                                                       |
| Höchstgeschwindigkeit | 446 km/h                                                                       |
| Landegeschwindigkeit  | 143 km/h                                                                       |
| Gipfelhöhe            | 7300 m                                                                         |
| Reichweite            | 7200 km                                                                        |
| Triebwerke            | sechs Daimler-Benz DB 603 mit je 1.900 PS (1.397 kW)                           |
| Bewaffnung            | 4 × 13 mm MG 131, 2 × 20 mm MG 151/20, 20 × 250 kg SC 250, 4 × 1000 kg SC 1000 |